# Carrownagappul Bog SAC
Carrownagappul Bog SAC este o arie protejată (arie specială de conservare — SAC, sit de importanță comunitară — SCI) din Irlanda întinsă pe o suprafață de 485,66 ha, integral pe uscat.

## Localizare
Centrul sitului Carrownagappul Bog SAC este situat la coordonatele 53°30′05″N 8°29′50″W / 53.501303°N 8.497222°V.

## Înființare
Situl Carrownagappul Bog SAC a fost declarat sit de importanță comunitară în mai 1998 pentru a proteja 1 specie de animale. Situl a fost protejat și ca arie specială de conservare în aprilie 2017.

## Biodiversitate
Situată în ecoregiunea atlantică, aria protejată conține 3 habitate naturale: Turbării active, Mlaștini oligotrofe degradate, capabile încă de regenerare naturală, Depresiuni pe substraturi de turbă de Rhynchosporion.
La baza desemnării sitului se află o specie protejată de  păsări: erete vânăt (Circus cyaneus).
Pe lângă speciile protejate, pe teritoriul sitului au mai fost identificate 1 specie de păsări, 1 specie de amfibieni.